# Mikojan-Gurewitsch SM-12
Die Mikojan-Gurewitsch SM-12PM (russisch Микоян-Гуревич СМ-12ПМ) war eine speziell als Abfangjäger konzipierte Ableitung aus der SM-12-Reihe mit einem Abfangradar in der vergrößerten Bugsektion. Die Kanonenbewaffnung wurde entfernt und die Maschine erhielt nur ein Paar halbaktiver Lenkraketen. Schließlich entstand noch die SM-12PMU mit einem zusätzlichen Raketentriebwerk unter dem Rumpf zur Verbesserung der Steigleistung. Die SM-12PM/PMU stellten den Gipfelpunkt der MiG-19-Entwicklung dar.

## Technische Daten
| Kenngröße              | SM-12PM (1957)                            |
| ---------------------- | ----------------------------------------- |
| Besatzung              | 1                                         |
| Spannweite             | 9,20 m                                    |
| Höhe                   | 3,74 m                                    |
| Flügelfläche           | 25,00 m²                                  |
| Höchstgeschwindigkeit  | 1740 km/h                                 |
| Steigzeit auf 10.000 m | 4 min                                     |
| Gipfelhöhe             | 17.400 m                                  |
| Reichweite             | 1700 km                                   |
| Triebwerke             | zwei TL RS-26, je 3600 kp mit Nachbrenner |
| Bewaffnung             | zwei Luft-Luft-Lenkraketen                |